# Erownuli Liga 2
Erownuli Liga 2 – od 1990 roku druga klasa rozgrywek ligowych w piłkę nożną w Gruzji, rozgrywana pod patronatem Gruzińskiego Związku Piłki Nożnej. Obecnie w rozgrywkach staruje 10 klubów. Zespół, które na koniec sezonu zajmuje miejsce 1., awansuje bezpośrednio do Erownuli Liga, natomiast zespoły 2. i 3. walczą o awans do Erownuli Liga z zespołami 8. i 9. z najwyższej klasy rozgrywkowej.

## Kluby w sezonie 2025
- Dinamo Tbilisi-2
- Gonio
- Iberia-2 1999
- Lokomotiwi Tbilisi
- Merani Martwili
- Rustawi
- Samtredia
- Sioni Bolnisi
- Spaeri Tbilisi
- Meszachte Tkibuli